# 犬山検査場
座標: 北緯35度22分38.7秒 東経136度57分9.4秒 / 北緯35.377417度 東経136.952611度
犬山検査場（いぬやまけんさじょう、Inuyama Inspection Yard）は、愛知県犬山市にある、名古屋鉄道（名鉄）の車両基地である。
広見線の犬山駅と富岡前駅の間にある。

## 概要
1985年（昭和60年）9月10日に開設。広さは35,627m2あり、名古屋鉄道の車両基地の中では2番目の規模である。
主な設備は、検査ピット（8両用3線・4両用1線）、洗車台（8両対応）、車輪旋盤、自動車輪測定装置、ドロップピットなどがある。また最大52両を留置可能。
基本的に瀬戸線を除く車両の日常検査、月検査、列車検査を行っているほか、日常修理、事故・故障対応も行っている。また、名鉄以外では名古屋市交通局7000形電車の検査も行っている（書類上は同局日進工場の所属）。鶴舞線の車両（N3000形等）も異常時には乗り入れて外泊することがある。
検査場内にある犬山検車区のほか、茶所、新川、豊明、猿投、尾張旭の各検車支区を下部組織として管轄している。かつて存在した喜多山、新可児の両検車区やモノレール車庫も犬山検査場所属であった。
構内の線路には日本では数少ない三枝分岐器も設置されている。

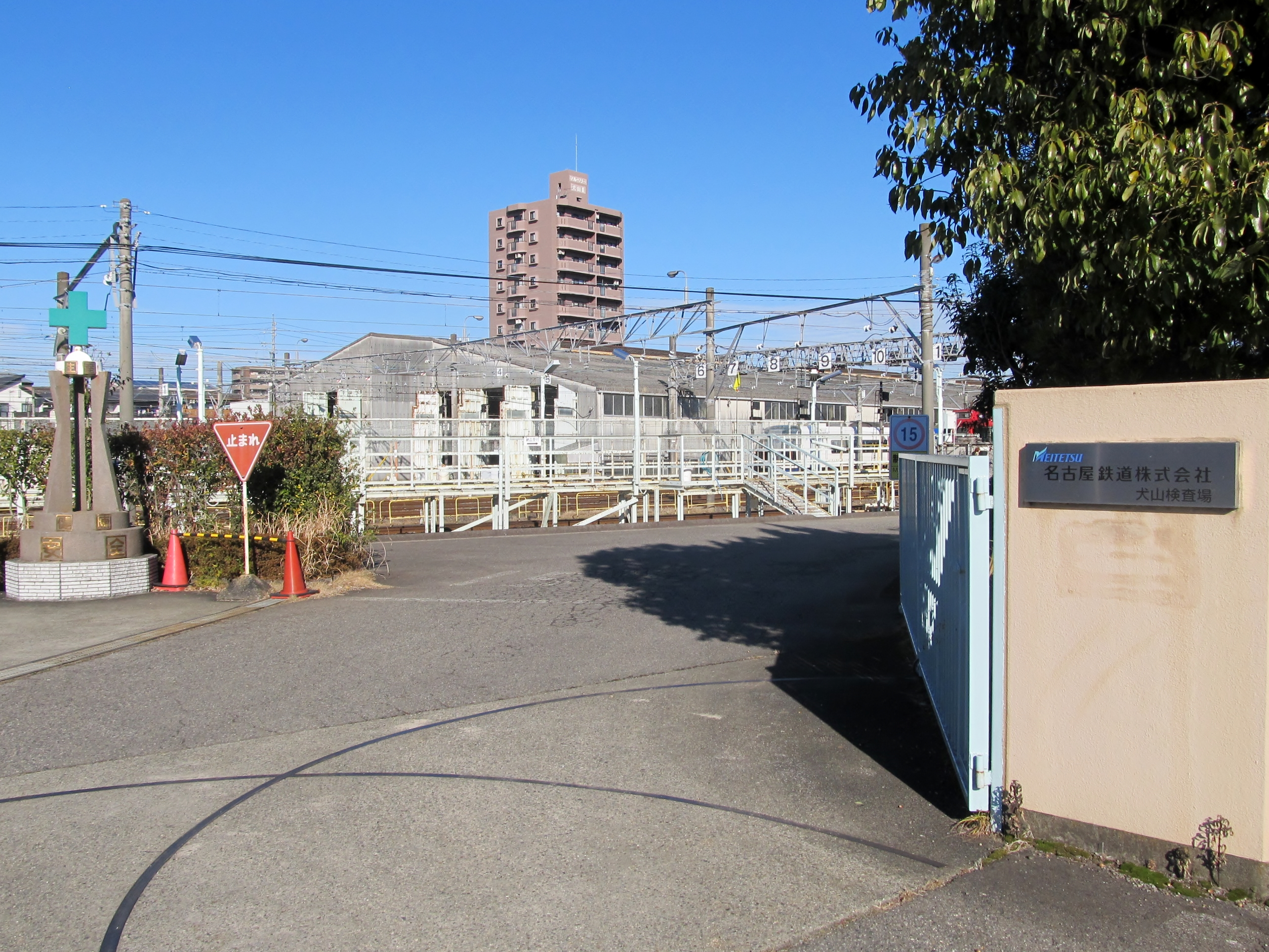
検査場入口
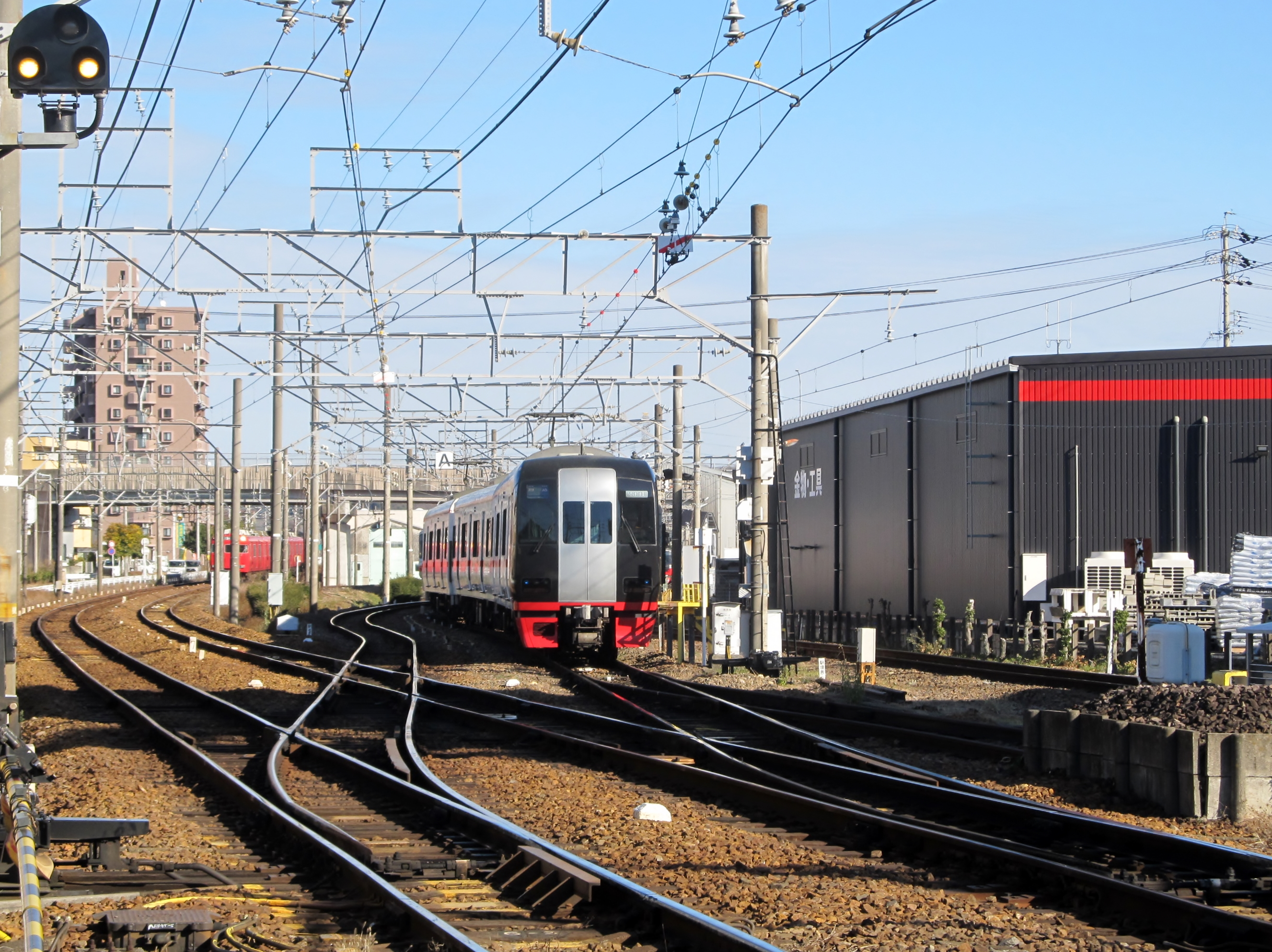
広見線との分岐地点
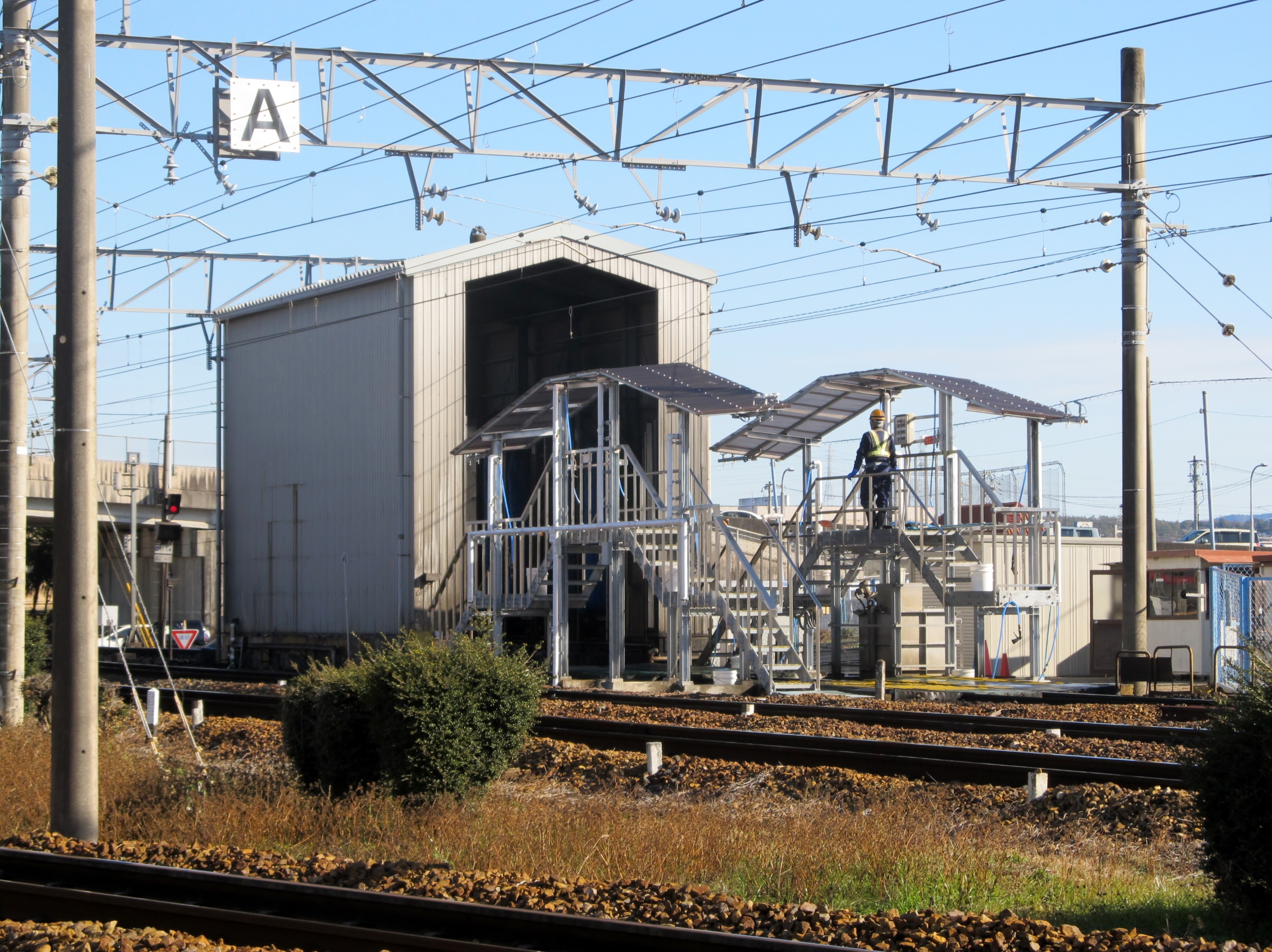
洗車機
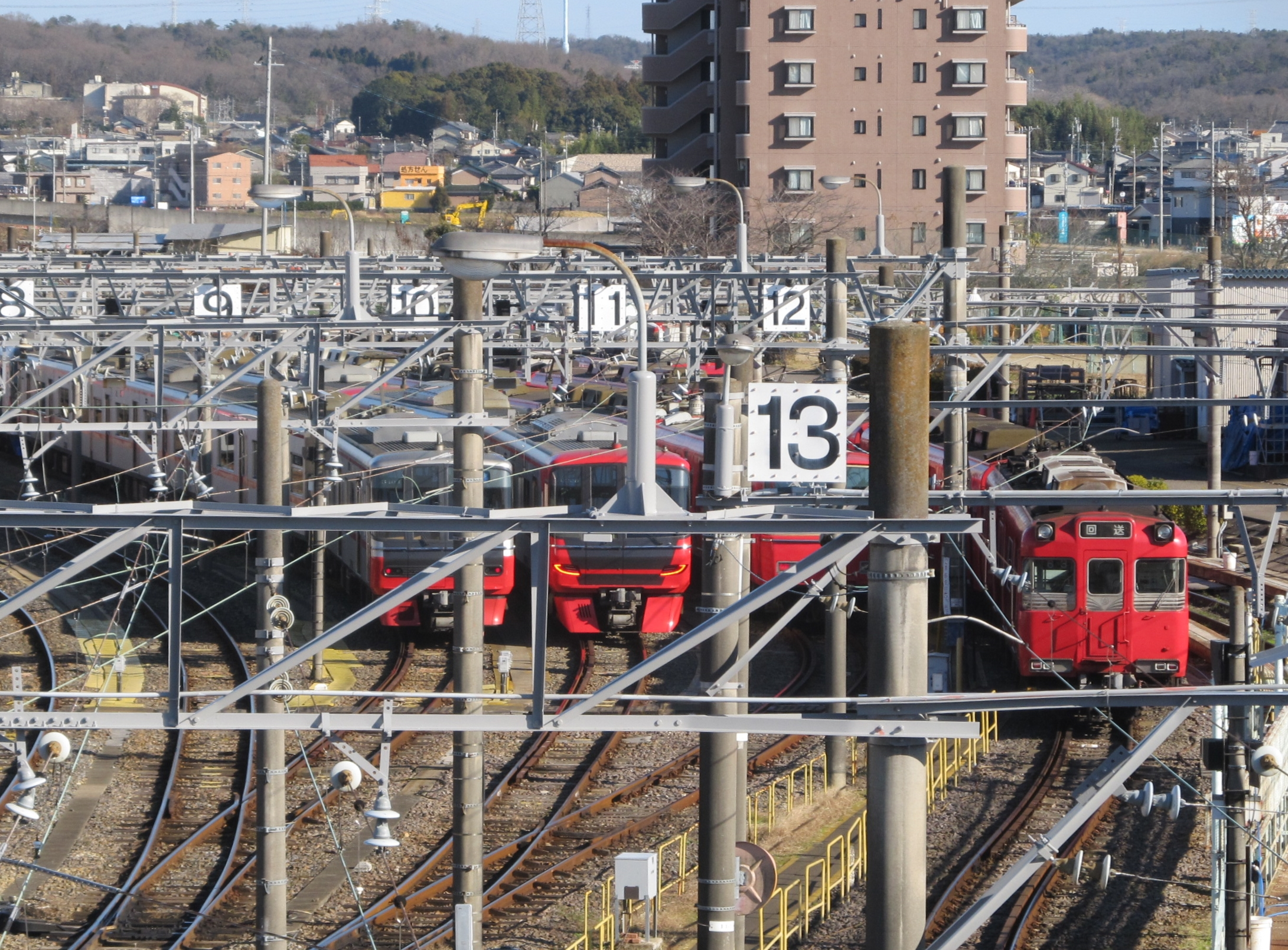
留置線

| ← 犬山方面 | 犬山検査場 配線略図 | → 新可児方面 |
| 凡例 出典: |                     |              |

## その他
1997年（平成9年）に舞木定期検査場（現・舞木検査場）が開設されるまでは、名古屋鉄道で最大の検査場であった。
過去には、瀬戸線の車両、モノレール（モンキーパークモノレール線）の車両（MRM100形）、気動車（キハ10形・キハ20形・キハ30形、キハ8000系、キハ8500系）の定期検査も担当していた。
現在は、舞木検査場が定期検査、犬山検査場が日常検査を担当している。